# エル・キャピタン (旅客列車)

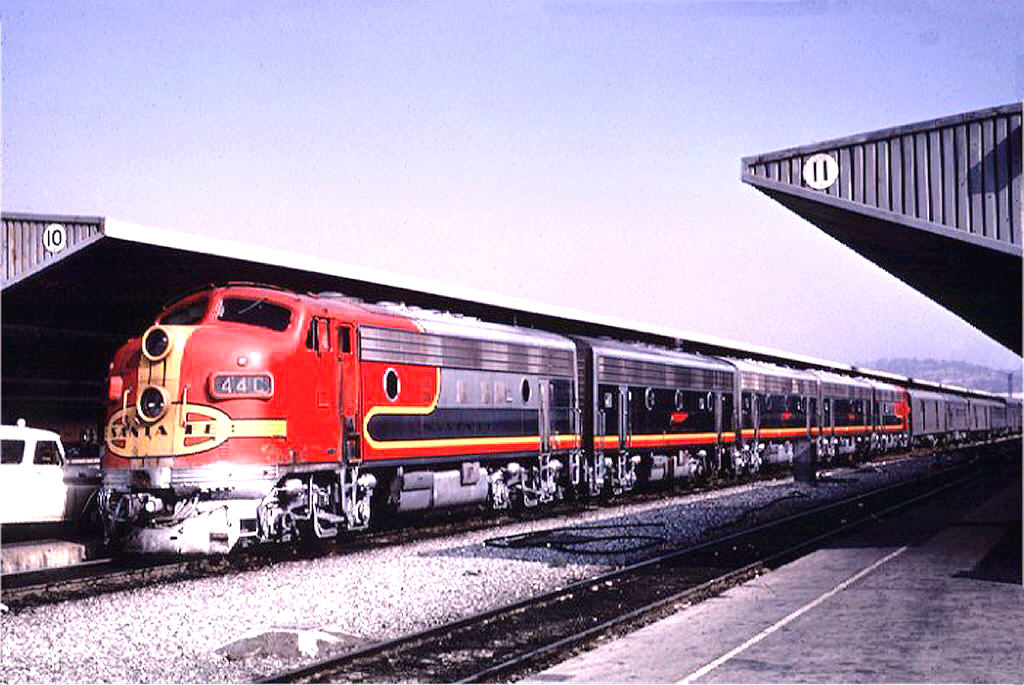
スーパーチーフと併結したエル・キャピタン(1966年)

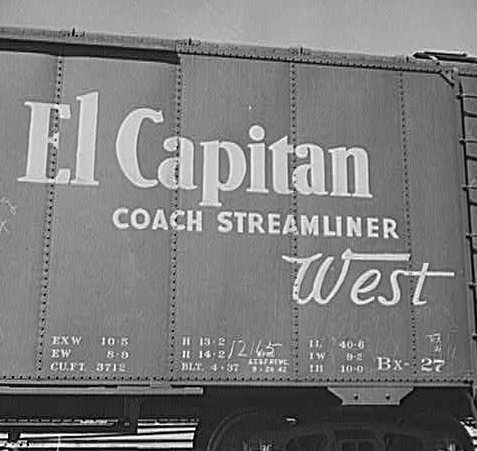
有蓋車の車体に書かれたエル・キャピタンのロゴ(1943年)

エル・キャピタン (El Capitan) は、21.22列車として1938年から1971年までアッチソン・トピカ・アンド・サンタフェ鉄道 (略称AT&SF) がシカゴとカリフォルニア州ロサンゼルス間に運行していた代表的な大陸横断の旅客列車。

## 概要

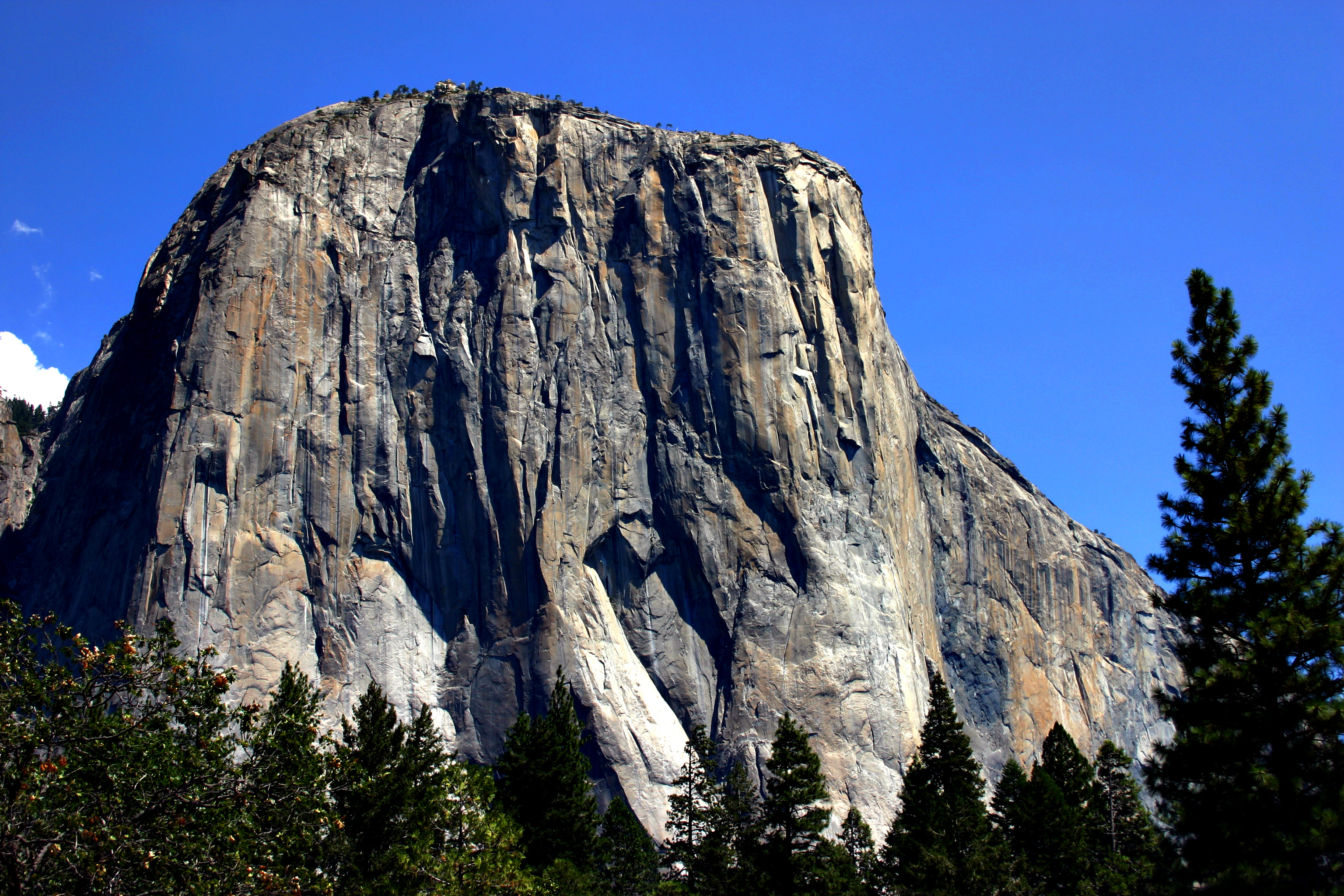
列車名の由来となった「エル・キャピタン」

1930年代の中頃、シカゴ・ロサンゼルス間を運行したスーパー・チーフやチーフと異なり、全席座席の低運賃の旅客列車として企画され、同区間を運行したユニオン・パシフィック鉄道のチャレンジャーと競合関係にあった。列車名は、沿線のヨセミテ国立公園内の大岩「エル・キャピタン」に由来する。
その後導入された、全席2階建ての車両は人気を呼んだが、航空機や自家用車の普及により鉄道旅客数は減少、1957年には閑散期の運行をスーパー・チーフと統合した。
1971年の全米鉄道旅客輸送公社・アムトラックの発足に伴い、エル・キャピタンの運行はそのまま引き継がれた。しかし、車両編成に変化が生じ、スーパーチーフの寝台車両とエル・キャピタンの2階建て座席車という編成に変化はなかったが、サービス合理化の観点から別々に連結されていた食堂車が統合され、両列車間の行き来が可能になった。
サービスが低下したと思われたため、サンタフェ鉄道は1974年にアムトラックにスーパー・チーフとエル・キャピタンの名称を使うことを禁じ、サウスウェスト・リミテッドが新たに運行されたが、1984年以降はサウスウェスト・チーフに変更され、伝統ある「チーフ」の名前が復活した。
エル・キャピタン用の2階建て客車は、アムトラックが大量に増備したスーパーライナーのベースとなり、混結での運転も見られた。現在は老朽化により多くが退役しているが、展望車はロサンゼルスとシアトルを結ぶコースト・スターライトの寝台客用ラウンジカー「パシフィック・パーラーカー」となって活躍を続けている。

## 歴史

### 年表
- 1938年: シカゴ・ロサンゼルス間週1往復運行開始。
- 1947年: 隔日運行に増発。
- 1948年: 毎日運行に増発。
- 1954年: フル・ドームカー (full-length dome-lounge car) 「ビッグ・ドーム」導入。
- 1956年: 2階建座席車 (Hi-Level coache) 導入。
- 1957年: 閑散期の運行をスーパー・チーフと統合、所要時間39時間30分に短縮。
- 1971年: 全米鉄道旅客輸送公社・アムトラックの発足により、同社が運行を継続。
- 1974年: アムトラック、スーパー・チーフ/エル・キャピタン (Super Chief/El Capitan) をサウスウェスト・リミテッドに変更。

### 1946年7月12日の編成
ロサンゼルス発シカゴ行き・サンバーナーディーノ到着時
| 使用車両  | 車両愛称・形式 | 車種                                     |
| --------- | -------------- | ---------------------------------------- |
| AT&SF167L | EMD FTA        | ディーゼル機関車                         |
| AT&SF167A | EMD FTB        | ディーゼル機関車                         |
| AT&SF167B | EMD FTB        | ディーゼル機関車                         |
| AT&SF167C | EMD FTA        | ディーゼル機関車                         |
| AT&SF3480 |                | バゲージ・ドミトリー（荷物・乗務員車）   |
| AT&SF3163 |                | コーチ（座席車）                         |
| AT&SF3158 |                | コーチ（座席車）                         |
| AT&SF3161 |                | コーチ（座席車）                         |
| AT&SF1503 |                | ランチカウンター・ダイニング（食堂車）   |
| AT&SF3164 |                | コーチ（座席車）                         |
| AT&SF3151 |                | コーチ（座席車）                         |
| AT&SF1388 |                | ビッフェ・ラウンジ                       |
| AT&SF3165 |                | コーチ（座席車）                         |
| AT&SF3147 |                | コーチ（座席車）                         |
| AT&SF3154 |                | コーチ（座席車）                         |
| AT&SF1505 |                | ランチカウンター・ダイニング（食堂車）   |
| AT&SF3156 |                | コーチ（座席車）                         |
| AT&SF3198 |                | コーチ・オブザベーション（座席・展望車） |

### 1970年4月3日の編成
スーパー・チーフに併結、シカゴ発ロサンゼルス行き・カンザスシティ出発時
| 使用車両  | 車両愛称・形式 | 車種                                                                      |
| --------- | -------------- | ------------------------------------------------------------------------- |
| AT&SF5947 | EMD FP45       | ディーゼル機関車                                                          |
| AT&SF5921 | EMD F45        | ディーゼル機関車                                                          |
| AT&SF5938 | EMD F45        | ディーゼル機関車                                                          |
| AT&SF137  |                | スチーム・ジュネレーター（暖房車）                                        |
| AT&SF3553 |                | バゲージ（荷物車）                                                        |
| AT&SF3481 |                | バゲージ・ドミトリー（荷物・乗務員車）                                    |
| AT&SF545  |                | ハイレベル・コーチ（2階建座席車）                                         |
| AT&SF735  |                | ハイレベル・コーチ（2階建座席車）                                         |
| AT&SF727  |                | ハイレベル・コーチ（2階建座席車）                                         |
| AT&SF653  |                | ハイレベル・ダイニング（食堂車）                                          |
| AT&SF575  |                | ハイレベル・ビッフェ・ラウンジ                                            |
| AT&SF718  |                | ハイレベル・コーチ（2階建座席車）                                         |
| AT&SF700  |                | ハイレベル・コーチ（2階建座席車）                                         |
| AT&SF701  |                | ハイレベル・コーチ（2階建座席車）                                         |
| AT&SF538  |                | ハイレベル・コーチ（2階建座席車）                                         |
| AT&SF1835 | REGAL VALE     | 寝台車（4ダブルベッドルーム・4コンパートメント・2デュリューイングルーム） |
| AT&SF1635 | PINE LEAF      | 寝台車（10ルーメット・6ダブルベッドルーム）                               |
| AT&SF911  | INDIAN SONG    | 寝台車（11ダブルベッドルーム）                                            |
| AT&SF502  |                | ドーム・ビッフェット・ラウンジ（展望・食堂車）                            |
| AT&SF605  |                | ダイニング（食堂車）                                                      |
| AT&SF907  | INDIAN MAID    | 寝台車（11ダブルベッドルーム）                                            |
| AT&SF1613 | PALM VIEW      | 寝台車（10ルーメット・6ダブルベッドルーム）                               |